# José Oyarce Jara
José del Carmen Oyarce Jara (Navidad, 31 de julio de 1922 - Santiago, 6 de octubre de 2007) fue un obrero y político chileno, miembro del Partido Comunista (PC), que se desempeñó como diputado de la República en representación de la 7ª Agrupación Departamental de Santiago; durante dos periodos consecutivos entre 1953 y 1961. Luego fue ministro del Trabajo y Previsión Social durante el gobierno del presidente Salvador Allende, desde 1970 hasta 1972.

## Biografía
Nació en Navidad el 31 de julio de 1922, hijo de María Ester Jara Flores y Benito Jesús Oyarce Cabrera. Se casó con Norma Julia Luzmila Reyes Arellano, matrimonio del cual nacieron cinco hijos: Sergio, Vilma, José, Julieta y Ruth. Posteriormente, contrajo segundas nupcias con la profesora de inglés, Norma Ruby Alfaro Cegarra.
Desde los diez años trabajó en faenas agrícolas, primero en su pueblo natal, y hasta 1942 en la estación Polonia, provincia de Colchagua. Luego se trasladó a las salitreras donde laboró durante un año. Fue fogonero y obrero de maestranza de la sección Tracción y Maestranza de San Eugenio en la Empresa de los Ferrocarriles del Estado (EFE), desde 1944 a 1953.

## Trayectoria política
Militó en el Partido Comunista (PC) desde 1948. Fue encargado sindical del Comité Central del PC, presidente de la Federación Gremial “Santiago Watt”, y como tal participó en el Congreso Constituyente de la Central Unitaria de Trabajadores (CUT), de 1953.
El recién presidente de la República Salvador Allende, lo nombró como ministro del Trabajo y Previsión Social para encabezar su gobierno; cargo que ejerció desde el 3 de noviembre de 1970 hasta el 17 de junio de 1972. Estando en ese cargo, el 30 de marzo de 1971, le fue rechazada una acusación constitucional —realizada por la oposición— por “decretar ilegalmente la reanudación de faenas y la intervención en fundos sujetos a tomas ilegales”.
Además, fue ministro de Tierras y Colonización en calidad de subrogante (s), desde el 20 hasta el 28 de septiembre de 1971, y en segunda oportunidad desde 27 de noviembre hasta el 14 de diciembre de 1971.
En las elecciones parlamentarias de 1953 fue elegido como diputado por la 7ª Agrupación Departamental de Santiago, primer distrito, para el período legislativo 1953-1957, siendo reelegido para un segundo periodo; 1957-1961. Integró las comisiones de Asistencia médico-social e higiene (1953, 1955, 1956, 1957); Relaciones Exteriores (1955, 1956, 1957); Educación Pública (1957); Gobierno Interior (1957, 1958); especial de acusación constitucional (1957, 1958); Policía Interior y Reglamento (1959); Constitución, Legislación y Justicia (1959, 1960).
Junto con otros parlamentarios presentó las siguientes mociones que se transformaron en leyes de la República: proyecto de inclusión de los obreros del Jardín Zoológico Nacional al régimen previsional de la Caja de Empleados Públicos y Periodistas (EE.PP.y PP.) (Ley N° 14.618 de 13-IX-1961); el proyecto que revaloriza el telégrafo comercial, (Ley N° 12.165 de 19-X-1956); y el proyecto que reglamenta el ejercicio de la profesión de practicante, (Ley N° 15.226 de 23-VIII-1963). Durante su estadía en el Congreso fue invitado a numerosos encuentros internacionales en América Latina y Europa.
Con la vuelta a la democracia fue candidato a concejal por la comuna de San Miguel en las elecciones municipales de 1992, sin resultar electo.